# Margriet Huisman
Margriet Huisman (* 20. Dezember 1983 in Arnhem) ist eine ehemalige niederländische Squashspielerin.

## Karriere
Margriet Huisman war von 2001 bis 2010 auf der WSA World Tour aktiv und gewann vier Titel bei insgesamt sechs Finalteilnahmen. Ihre beste Platzierung in der Weltrangliste erreichte sie mit Rang 36 im Januar 2008. Mit der niederländischen Nationalmannschaft nahm sie 2004 und 2006 an der Weltmeisterschaft teil. Auch bei Europameisterschaften gehörte sie mehrmals zum Kader und gewann mit der Nationalmannschaft 2010 den Titel. In den Jahren 2004 und 2005 nahm sie auch im Einzel an der Europameisterschaft teil. 2004 scheiterte sie im Viertelfinale an Vicky Hynes, 2005 im Achtelfinale an Olga Puigdemont.

## Erfolge
- Europameisterin mit der Mannschaft: 2010
- Gewonnene WSA-Titel: 4